# صابر حسين
صابر حسين (مواليد 5 نوفمبر 1981) هو لاعب كرة قدم سعودي .
لعب سابقاً لأندية أحد والتعاون و الحزم والطائي و الفيصلي والأنصار و المجد .

## وصلات خارجية
- صابر حسين